# 草村大成
草村 大成（くさむら だいせい、1967年〈昭和42年〉4月22日 - ）は、日本の政治家、実業家。熊本県高森町長（4期）、南阿蘇鉄道株式会社取締役副社長。

## 来歴
熊本県阿蘇郡高森町生まれ。九州学院高等学校を経て、1992年（平成4年）に日本大学文理学部を卒業。大学卒業後は会社経営を17年経験。留学経験を生かして楽器、CDやDVDなどを扱う輸入販売会社を設立した。
2007年（平成19年）4月8日、熊本県議会議員選挙に阿蘇郡選挙区から無所属で出馬したものの次点で落選。
2011年（平成23年）、高森町長選挙に無所属で出馬。政治経験がなく、周囲から反対されたが、12〜13ページにわたるマニフェストを作成して選挙に挑み、同年4月24日、現職の藤本正一を破り、初当選。
※当日有権者数：5,943人 最終投票率：89.60%（前回比： 1.13pts）
| 候補者名 | 年齢 | 所属党派 | 新旧別 | 得票数  | 得票率 | 推薦・支持 |
| -------- | ---- | -------- | ------ | ------- | ------ | ---------- |
| 草村大成 | 44   | 無所属   | 新     | 2,818票 | 53.4%  |            |
| 藤本正一 | 63   | 無所属   | 現     | 2,459票 | 46.6%  |            |

また、このとき作成したマニフェストは第9回マニフェスト大賞で優秀賞を受賞した。
町長就任後、草村は観光立町を推進し、藤本前町長が積極的に進めた鶏肉処理施設の誘致を環境や景観、水資源に悪影響を及ぼすとして反対。代わりに環境を維持し、耕作放棄地の解消にも繋がる薬草農園などの誘致を進め、健康食品の原料等を栽培する東洋新薬と進出契約を締結した。また1期目在任中、平成24年7月九州北部豪雨が発生し、復旧・復興作業を進める中で従来の周知活動では限界があると考え、24時間体制で町政全般のニュースを伝えるたかもりポイントチャンネル（通称、TPC）を開設した。
2015年（平成27年）4月21日、草村の任期満了に伴う高森町長選挙が告示され、無投票で再選。2期目在任中、熊本地震が発生。TPCで情報を発信する傍ら、災害対策本部で指揮を執り、川崎市などから物資等の支援を受けた。とりわけ福島県相馬市の立谷秀淸市長とは旧知の仲で発生時から直接連絡をとり、キッチンカーなどの車両を手配してもらった。また、南阿蘇鉄道株式会社代表取締役社長としても南阿蘇鉄道の復旧にあたった。
2019年（平成31年）4月16日、草村の任期満了に伴う高森町長選挙が告示され、無投票で再選。
2023年（令和5年）2月27日、高森町、熊本県こども食堂ネットワーク、熊本県信用組合の3者間で「子ども食堂に関する基本協定」を締結。本協定では子ども食堂の認知度向上や3者が連携して活動を支援することを目的としており、締結に際して草村は「共生社会実現へ重要な取り組みだが、よく知られていない。町のケーブルテレビなどを活用して、まず知ってもらうことが大事」と述べたうえで活動を支援する施策に意欲を示した。また、3期目在任中、熊本県立高森高等学校にマンガ学科が新設された（後述）。
同年4月18日、草村の任期満了に伴う高森町長選挙が告示され、無投票で再選。同年7月15日、南阿蘇鉄道が完全復旧し（後述）、復旧に合わせてJR肥後大津駅への乗り入れが可能となった（後述）。
同年11月9日、草村の自家用車が列車と衝突する事故が発生（後述）。
2024年（令和6年）4月1日、南阿蘇鉄道株式会社代表取締役社長を退任し、同日付で取締役副社長に就任。

## 町政

### たかもりポイントチャンネル
平成24年7月九州北部豪雨の発生に際し、住民間の情報共有を推進するため開設。開設と同時に町内全3000世帯に光ファイバーを敷設し、自宅のテレビから原則無料で視聴できるようにした。
番組は役場の各担当職員が役場内のスタジオで町の政策について説明するほか、災害ライブカメラの映像を放送したり、お悔やみ情報やゴミ出しカレンダーなどの情報も発信しており、熊本地震の発生の際には草村が24時間体制で番組に出演し、停電や断水の情報などをリアルタイムで発信した。

### 南阿蘇鉄道の復旧
2016年の熊本地震によって全線が不通となった南阿蘇鉄道について、草村は地震発生から3ヶ月後の高森・中松間の部分再開の際に全線復旧に向けた方針を示した。当初は反対の声が上がったものの、草村は被災によって廃線に追い込まれた他の第三セクター鉄道の例を鑑み、「避難者支援や生活復旧などが一段落してから南鉄の話を始めても遅い」と考え、復旧作業にあたった。
発生から1年後の2017年（平成29年）4月28日には南阿蘇鉄道再生協議会が発足し、会長に熊本県の田嶋徹副知事が就任した。この人事について草村は「再生協議会の会長に、副知事に就いてもらったことは県を巻き込む意味で大きかった」と述懐している。
復旧作業に際して草村は、南阿蘇鉄道の線を生かした南阿蘇地域の観光振興を図る好機であると考え、火口見学を含めた阿蘇周遊などを企図。2023年（令和5年）7月15日の全線再開に合わせてJR九州、九州産交バス、産交バスと協力し、熊本県観光連盟が実施する「熊本型観光 MaaS」の実証事業の一環として、公共交通機関で阿蘇や南阿蘇地域を周遊できる「MaaSきっぷ」の販売を開始した。また、復旧に向けて三陸鉄道の復旧の仕組みをモデルに、鹿児島県選出の国会議員や官僚の協力を得て新制度導入にこぎ着け、復旧費約67億円の大部分を国費で賄った。
2023年（令和5年）4月28日には高森駅の新駅舎の落成式が挙行され、同年7月15日に完全復旧を果たし、復旧と同時にJR肥後大津駅への乗り入れを開始した。

#### JR肥後大津駅への乗り入れ
2018年（平成30年）3月13日、草村は復旧工事が本格化したことを受け、くまもと経済のインタビュー内で南阿蘇鉄道とJR豊肥本線・肥後大津駅の乗り入れに意欲を示し、2020年（令和2年）10月27日、JR九州に協力を要望。2023年（令和5年）1月31日にJR九州と直接運転に関する協定を締結。同年4月14日に訓練運行が始まり、同年7月15日の全線再開に合わせて乗り入れが開始された。

### 漫画を基軸にした町政
草村は自身のマニフェストに「漫画を基軸にした町の活性化」を掲げており、週刊少年ジャンプ編集長などを務めた堀江信彦の協力のもと、堀江が社長を務めるコアミックスと共同で2018年（平成30年）から「くまもと国際マンガCAMP」を開催。世界各国の漫画家志望者を高森町に招き、志望者に対して実際の漫画家が指導を行う施策を実施した。また、2020年（令和2年）12月1日にはコアミックスの第二本社が高森町に開設。これらのコアミックスとの連携の経緯について草村は、ソフト事業の誘致を考えている中で堀江と知り合い、互いの事業構想について語り合う中で堀江と目指すところが近いと考え、コアミックスに誘致をオファーしたと述懐している。また、連携に際して堀江からは漫画から派生した歌劇団を作りたいと要望され、これに対して草村は劇団員を地域おこし協力隊として招くことを提案。2023年時点で二十数人の劇団員が地域おこし協力隊員として活動している。

#### 高森高校マンガ学科

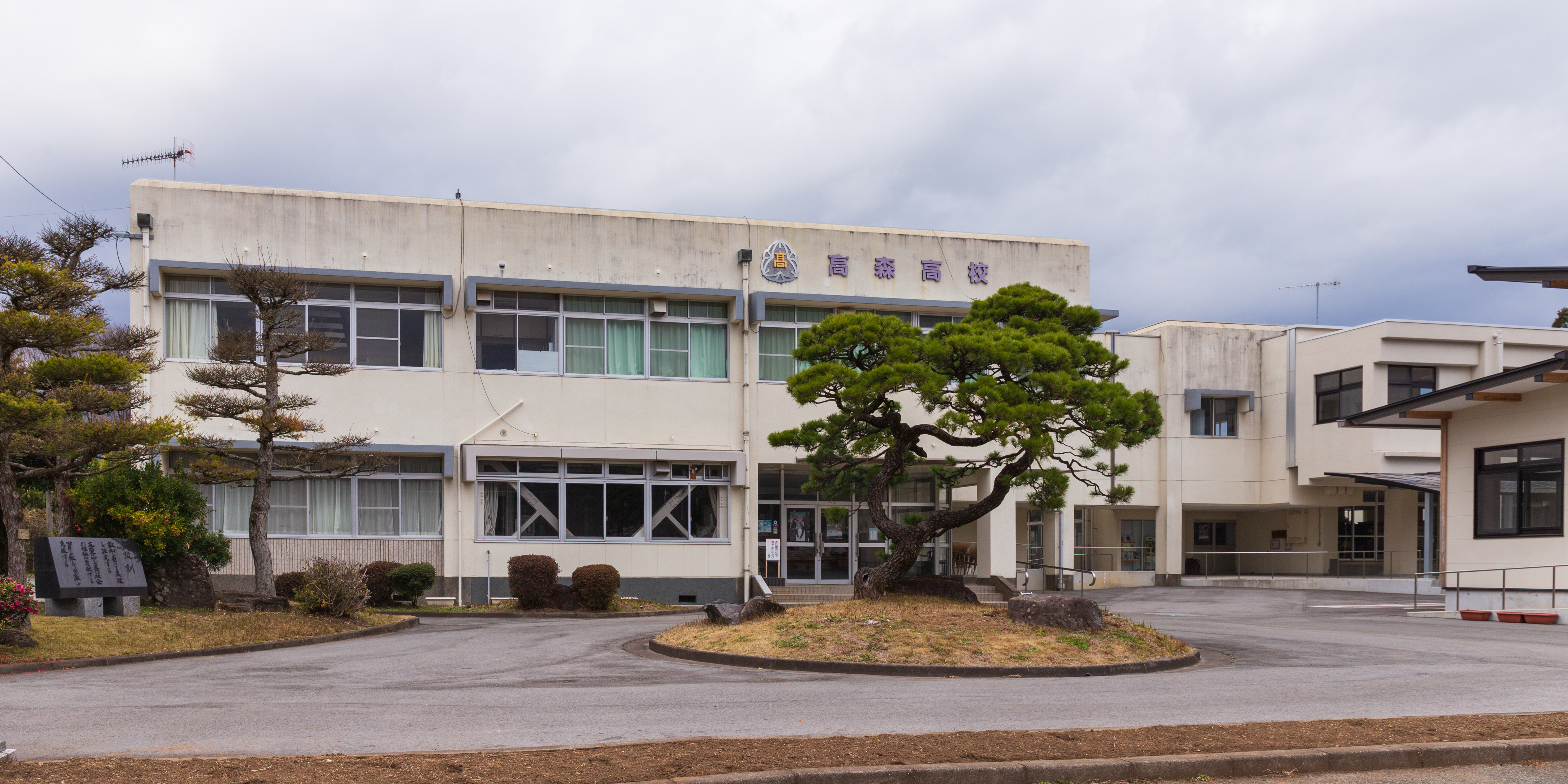
熊本県立高森高等学校

高森高校の生徒数減少や「くまもと国際マンガCAMP」の盛況ぶりから、草村は教育プログラムとして漫画を根付かせられないかと考え、マンガ学科新設を高森高校の校長に提案。初めは教育関係者からの反発が強く、教科書にない内容を履修するため学校や熊本県教育委員会には幾度と説明を要した。
その後、高森高校から学科新設に向けて検討する旨の返答を得て、2021年（令和3年）9月8日に高森町、高森高校、熊本県教育委員会、コアミックスとの4者間で「マンガを活用した高森高校の魅力向上に関する協定書」を締結。同年12月27日には高森町、熊本県教育委員会との間で「『高森町の地方創生と高森高校の魅力向上』に関する連携協定」を締結した。
2023年（令和5年）4月1日、高森高校に公立学校初となるマンガ学科を新設。初年度の入学試験では定員40人に対して51人が出願した。

#### 邪神ちゃんドロップキック
2023年（令和5年）5月4日、テレビアニメ『邪神ちゃんドロップキック』（以下、邪神ちゃん）とのコラボ企画として、高森町を舞台にしたスピンオフ作品「世紀末編」を制作する旨を発表。製作資金はふるさと納税が活用され、ふるさと納税活用事業として令和5年度一般会計補正予算（第2号）に組み込まれ、令和5年第2回高森町議会定例会にて原案可決された。また、ふるさと納税の返礼品として当該作品のコラボ商品の開発が行われた他、ふるさと納税で3万円を寄付した人を対象にした「世界最速先行試写会」が高森町で開催され、舞台挨拶に草村と声優の小坂井祐莉絵が登壇した。
これらの取り組みについて草村は、高森町は阿蘇山といった観光資源があり、観光産業が発達している反面、他産業が伸びにくく、災害にも左右されやすい点を指摘したうえで、邪神ちゃんとのコラボに関して「地元出身のアーティストたちと共に作品を届けられてありがたい」と述べた。

## 物損事故
2023年（令和6年）11月9日、熊本市北区にあるJR豊肥本線の踏切内で、草村が乗っていた乗用車と列車が衝突する事故が発生。熊本県警察熊本北合志警察署によると、草村が私用で熊本市内の親族宅に向かう途中、前方の車が停車していた状況で踏切内に侵入した結果、立ち往生してしまったという。草村は衝突前に車から抜け出していて無事で、事故によるケガ人もいなかったが、列車6本が運休し、約600人に影響が出た。また、事故直後、草村は高森町総務課に事故の件を報告したものの、町は事故のことを6日間公表せず、警察も運転手の職業を明らかにしていなかった。これらの対応について町は「公務外の事故で、けが人がいなかったことや損害額などが確定していなかったため公表しなかった」とし、熊本北合志警察署の水口隆治副署長も「同種の列車事故では職業や氏名を公表していないため、それに準じた」とした。事故後、草村は記者会見を開き、事故について陳謝したうえで、事故の公表に関して「公務外で公用車でもなかったが、町長であるということを考え、こうした報告をもう少し速やかにやれば良かったと思っている」と述べた。同年12月7日、草村は高森町議会定例会の挨拶で、事故について謝罪し、説明した。その中で草村は事故後の対応として町議会議長への詳細な報告とJR九州への謝罪を行ったこと、事故後の役場職員の対応に瑕疵は無かったことを説明。事故の経緯については、事故現場となった踏切が、踏切を出たところで再度一旦停止をしなければいけない変則的な踏切で、踏切を出た前方車両が一旦停止した結果、前が詰まり、後ろに下がろうにも後方車両が下がってきてしまったことなどを説明した。
その後、熊本県警察は草村を2024年（令和6年）2月14日付で過失往来危険容疑で熊本地方検察庁（以下、熊本地検）に書類送検した。同年5月8日、同日付で熊本地検が熊本簡易裁判所（以下、熊本簡裁）に略式請求し、同月13日付で熊本簡裁が草村に罰金20万円の略式命令を出した。